# Olsa (rzeka)

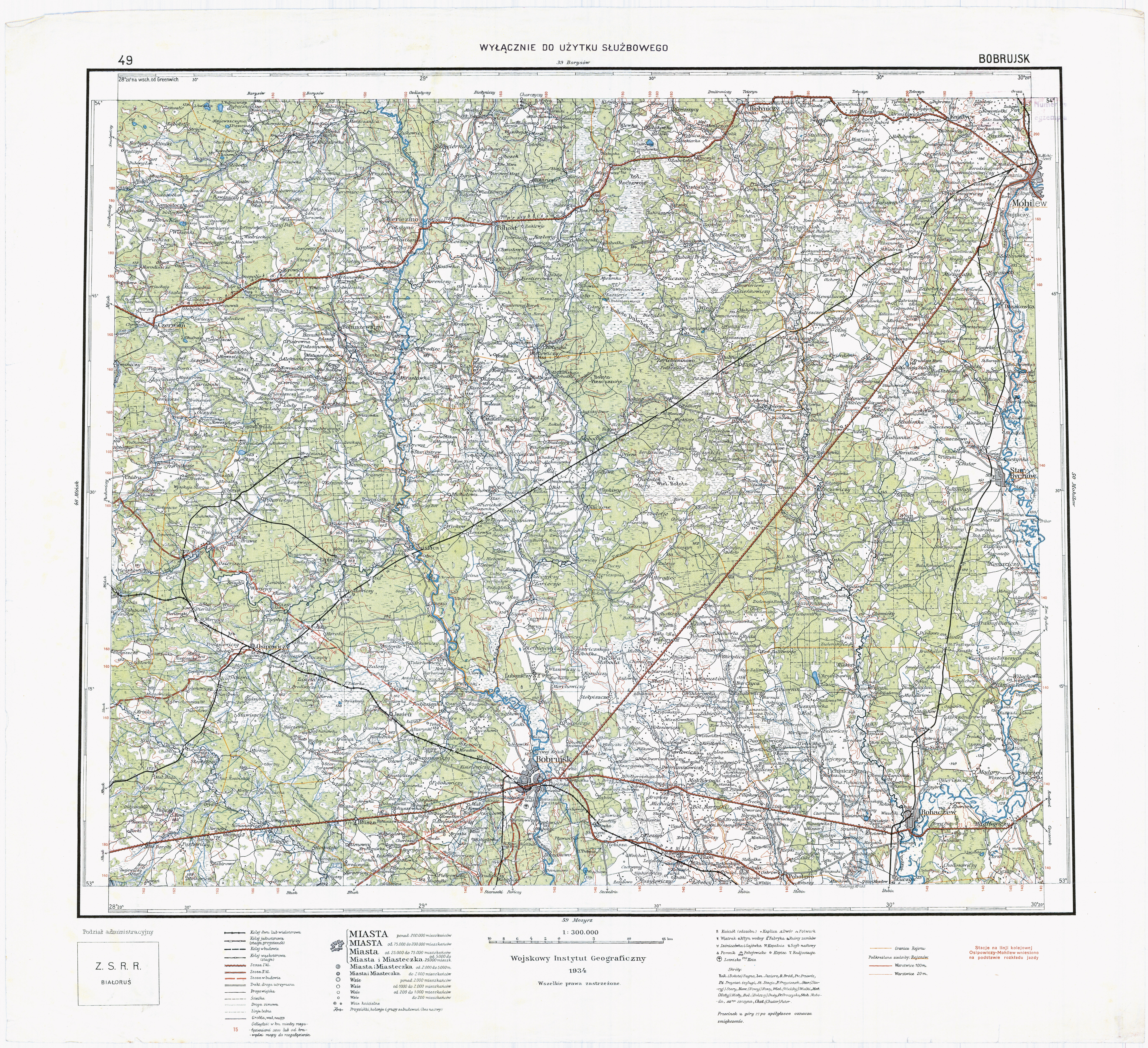
Polska mapa operacyjna okolic Bobrujska z 1934 roku, ukazująca m.in. pełny przebieg i całe dorzecze Olsy

Olsa (biał. Ольса, ros. Ольса) – rzeka na Białorusi, lewy dopływ Berezyny Dnieprowej, o długości 92 km i powierzchni dorzecza 1 690 km². Średnie nachylenie rzeki to 0,3‰.
Wypływa ze źródeł zlokalizowanych 3,4 km na północny wschód od wsi Kamiannyj Borok.
Rzeka jest zamarznięta od początku grudnia do końca marca.
Główne dopływy:
- lewobrzeżne – Dulebka (Duleba[1]), Cyrobol, Suszanka, Ganczanka, Susza, Kastryczka
- prawobrzeżne – Nieseta (Niesieta).

Miejscowości nad Olsą: 
- miasto Kliczew,
- agromiasteczko: Bacewicze,
- wsie: Matiewiczy, Kołbczanskaja, Zakutskij Dwor, Słobodka, Potoka, Stojałowa, Markowszna, Wojewiczy, Ustje, Zarieczie, Bieriozowka, Olsa (Mała Olsa), Zapole.